# Estación Juan José Paso
Juan José Paso es una estación ferroviaria del Ferrocarril Domingo Faustino Sarmiento de la red ferroviaria argentina. Se ubica en la localidad de Juan José Paso del partido de Pehuajó, provincia de Buenos Aires, Argentina.

## Servicios
No presta servicios de pasajeros desde principios de la década de 2000. Sus vías están concesionadas a la empresa de cargas Ferroexpreso Pampeano.

## Galería

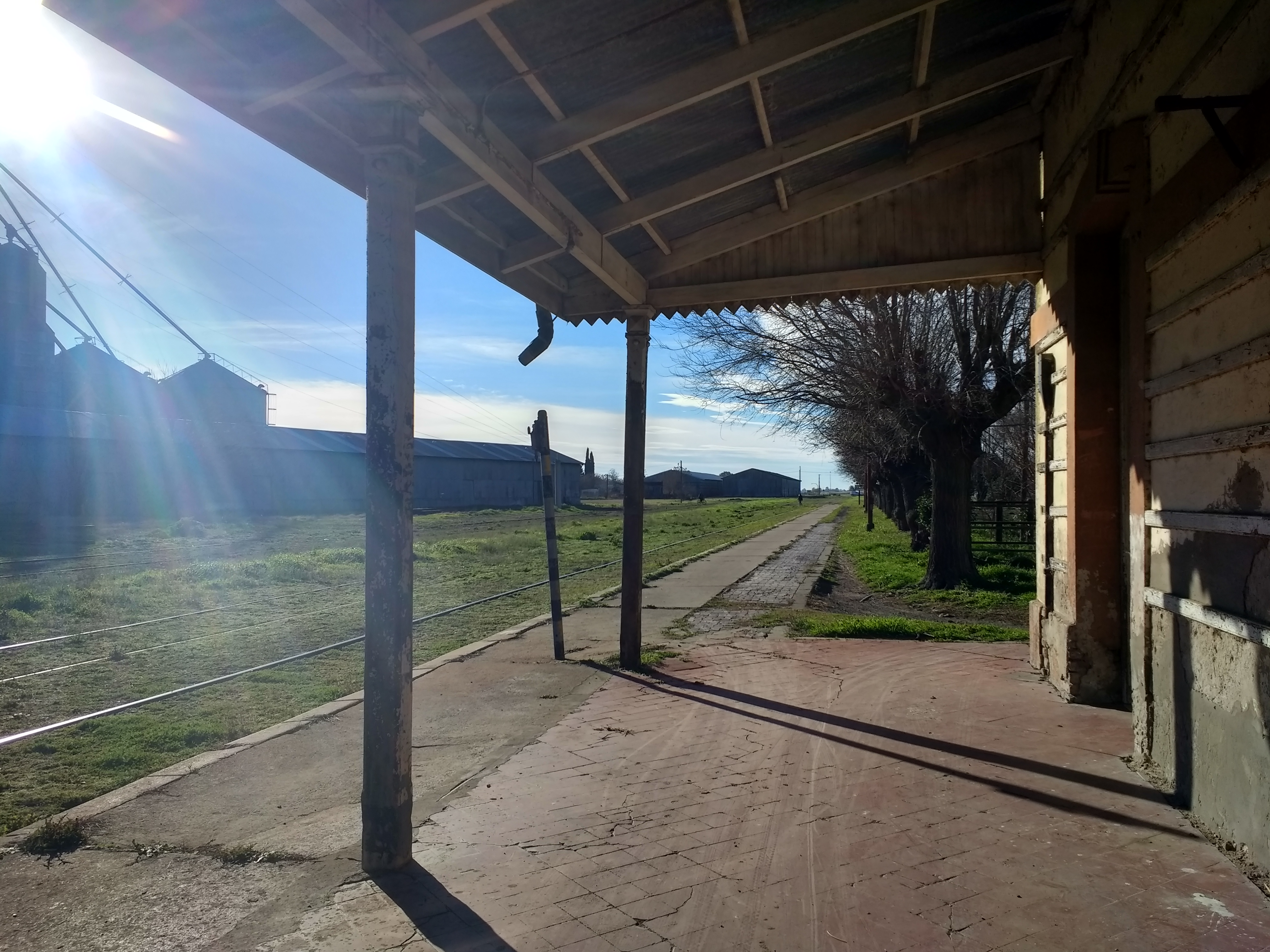
Vista de las vías desde el andén
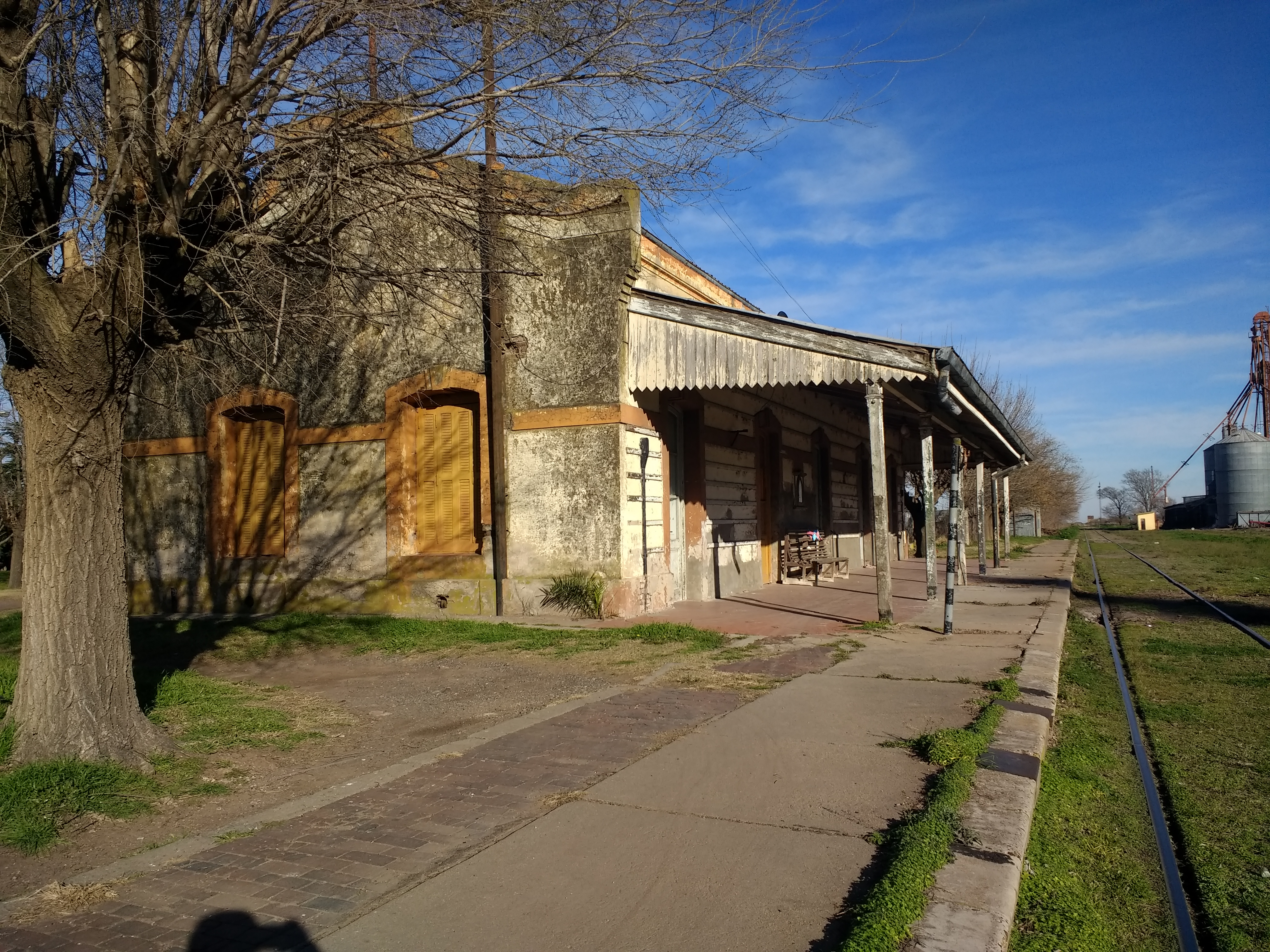
Vista de la estación desde el fin del andén
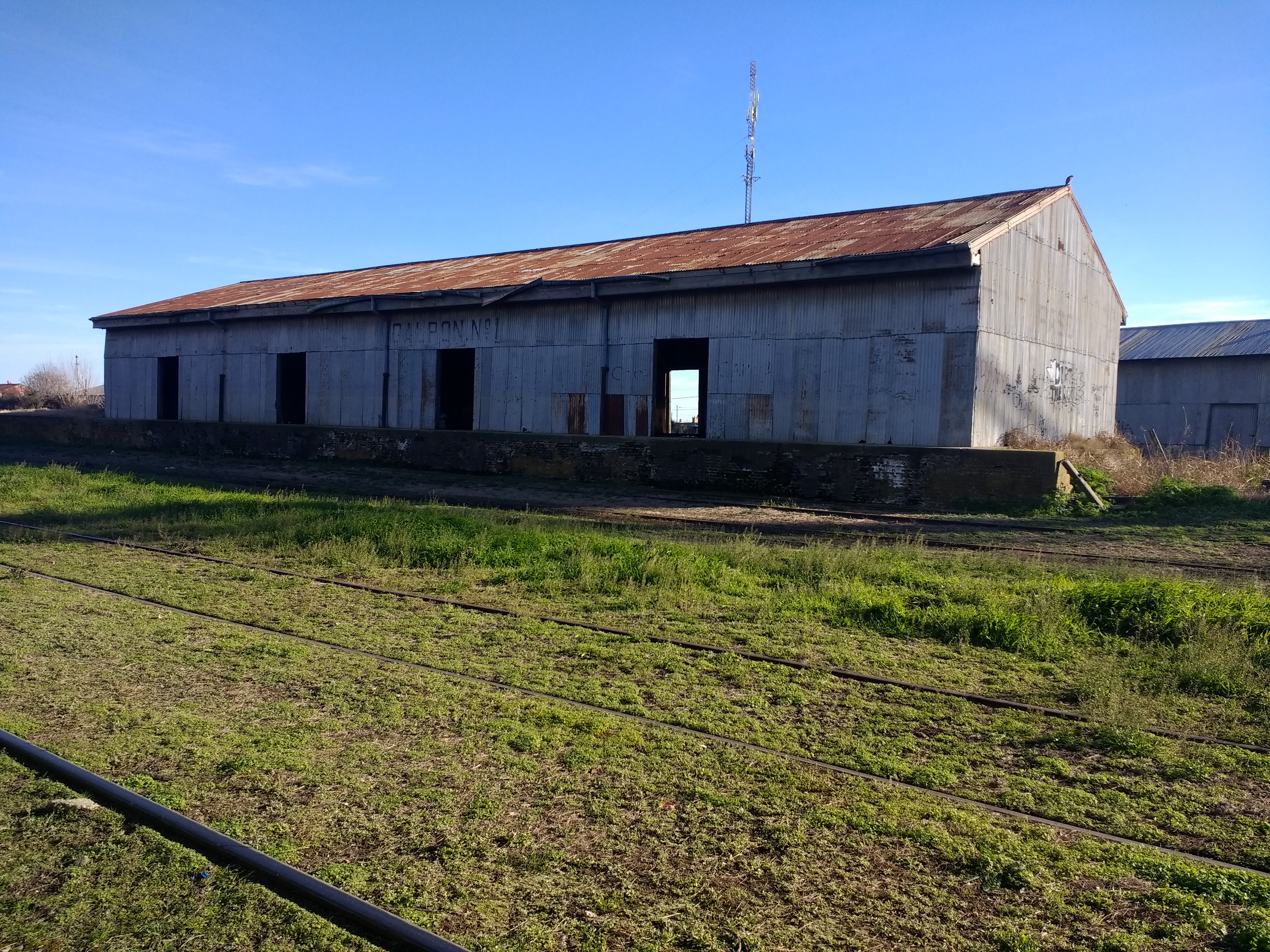
Galpones ferroviarios
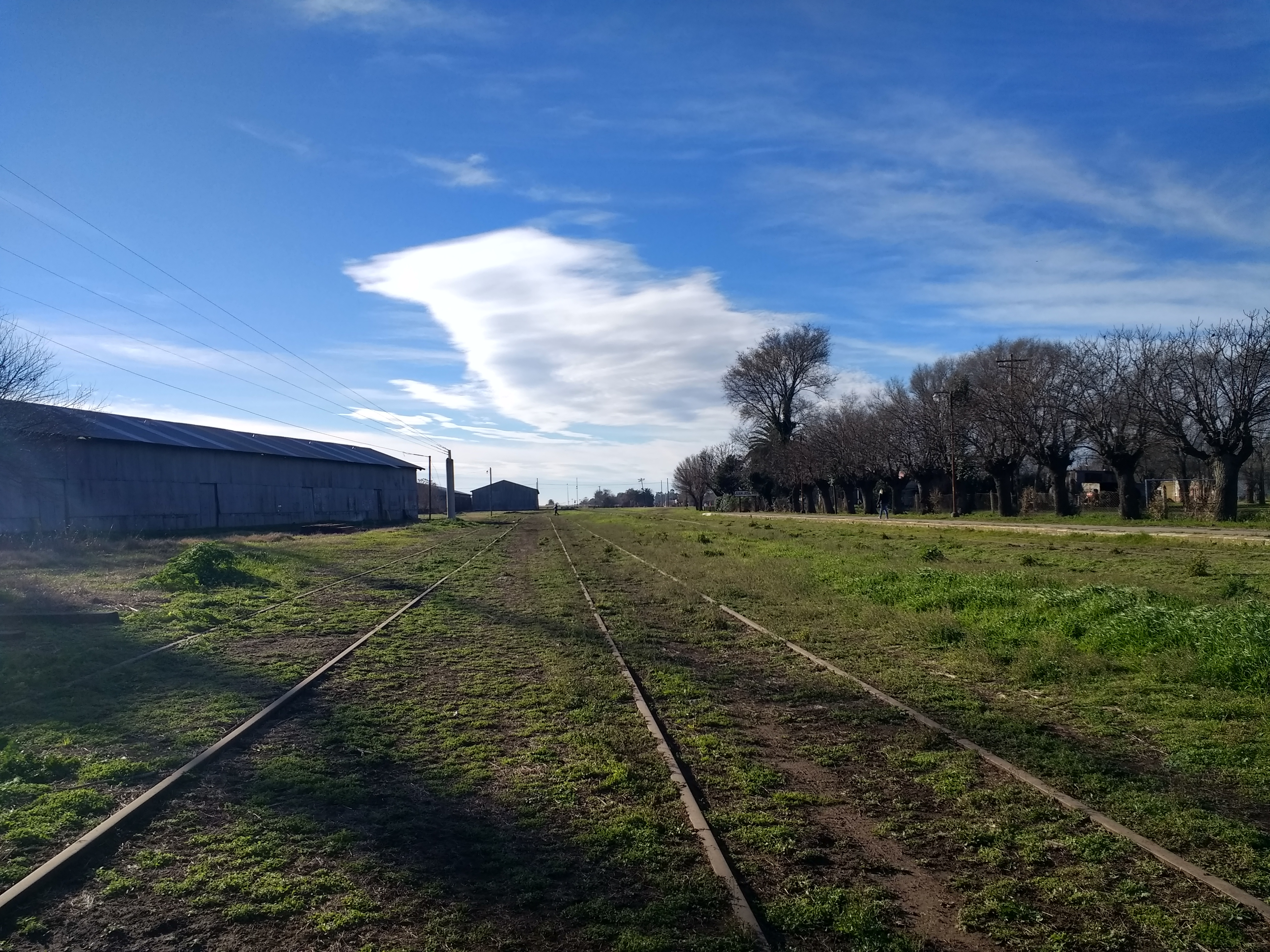
Vías del Ferrocarril Sarmiento en la estación